# Judith Anderson
Dame Judith Anderson, nata Frances Margaret Anderson-Anderson (Adelaide, 10 febbraio 1897 – Santa Barbara, 3 gennaio 1992), è stata un'attrice australiana.
Nella sua lunga carriera in teatro e al cinema ha vinto importanti premi (Emmy, Tony Awards) e ricevuto nomination al Premio Oscar (per Rebecca - La prima moglie) e al Premio Grammy. È stata considerata dai critici teatrali come la maggior attrice di teatro classico del suo paese natale.

## Biografia

### Gli inizi
Nacque ad Adelaide, città dell'Australia meridionale, da Jessie Margaret e James Anderson-Anderson. Frequentò la Norwood High School e iniziò la carriera di attrice nel suo paese, prima di trasferirsi a New York nel 1918 per interpretare ruoli drammatici con svariate apparizioni nei lavori di William Shakespeare.

### A teatro
Nel 1915, all'età di 18 anni, debuttò con il nome d'arte di Francee Anderson, ricoprendo il ruolo di Stephanie in una commedia intitolata A Royal Divorce e rappresentata a Sydney. La compagnia che mise in scena la pièce era guidata dall'allora popolare attore inglese Julius Knight, che si accorse del talento della giovane attrice e ne valorizzò le capacità recitative, tentando anche il successo negli Stati Uniti, prima in California, poi a New York, ma senza trovarlo. Seguì per Francee un periodo di indigenza, ma la giovane fondò una nuova compagnia teatrale che andò in scena nel biennio 1918-1919.
Dopo esperienze in altre compagnie teatrali, debuttò a Broadway nel 1922 (On the Stairs) e, un anno dopo, mutò il suo nome in Judith e conseguì un enorme successo con la commedia Cobra a fianco di Louis Calhern. Nel 1927 fu in tournée in Australia con tre commedie: Tea for Three, The Green Hate Cobra.
Sin dall'inizio degli anni trenta divenne una delle più apprezzate attrici teatrali dell'epoca e fu una delle più grandi star di Broadway anche nei due decenni successivi. Nel 1931 interpretò l'Ignota nella prima rappresentazione americana del dramma di Luigi Pirandello Come tu mi vuoi, quello stesso ruolo che l'anno seguente sarà di Greta Garbo nell'omonimo film. In seguito fu protagonista de Il lutto si addice ad Elettra di Eugene Gladstone O'Neill e, con Humphrey Bogart, di La maschera e il volto di Luigi Chiarelli; nel 1936 fu Gertrude nell'Amleto di John Gielgud, produzione in cui recitò anche Lillian Gish (Ophelia).
Nel 1937 entrò a far parte della compagnia londinese dell'Old Vic che rappresentò, tra l'altro, il Macbeth shakespeariano in cui recitò al fianco di Laurence Olivier. Nel 1941, a New York, fu ancora Lady Macbeth, stavolta accanto a Maurice Evans. Nel biennio 1942-1943 fu la volta del ruolo di Olga in Tre sorelle di Anton Čechov, una produzione che vedeva impegnati anche Katharine Cornell, Ruth Gordon, Edmund Gwenn, Dennis King, Alexander Knox e Kirk Douglas, quest'ultimo al suo debutto a Broadway.
Nel 1947 trionfò sulla scena in una versione di Medea il cui autore fu il poeta Robinson Jeffers e il cui produttore, oltre che uno degli interpreti, fu John Gielgud. La grande interpretazione nella tragedia Euripidea le consentì di vincere il Tony Award come miglior attrice. La tragedia fu rappresentata a lungo in una tournée che toccò la Germania nel 1951 e Francia e Australia nel 1955-1956. Nel 1953 prese parte alla riduzione teatrale de Il corpo di John Brown di Stephen Vincent Benét, per l'adattamento di Charles Laughton; nel cast figuravano anche Raymond Massey e Tyrone Power. Nel 1960 ebbe il ruolo di Madame Arkadina ne Il gabbiano di Čechov, portato in scena prima al Festival di Edimburgo e poi all'Old Vic.
Nel 1970, all'età di 73 anni, realizzò una sua ambizione da lungo tempo coltivata, quella di recitare nel ruolo di Amleto; il tour della rappresentazione la portò in giro per gli Stati Uniti e al Carnegie Hall di New York. Tornò in Medea, stavolta con il ruolo della nutrice, in cui Zoe Caldwell era la protagonista, e ottenne la candidatura come migliore attrice non protagonista al Tony Award.

### Hollywood

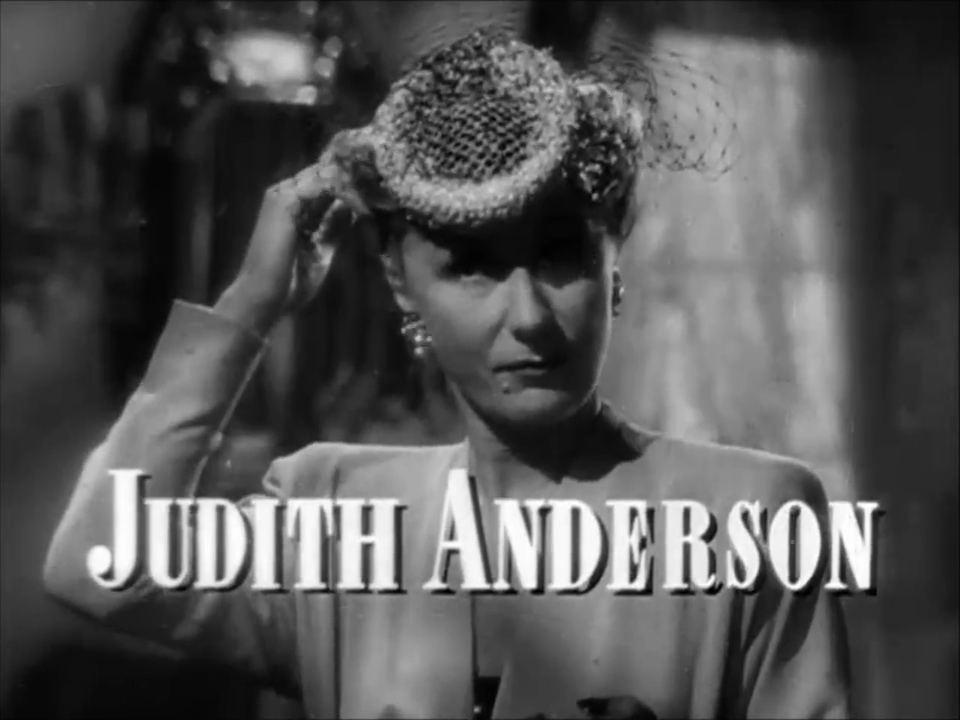
Judith Anderson nel trailer di Vertigine (1944)

Il cinema non le diede l'opportunità di andare oltre i ruoli di caratterista, circostanza che le fece preferire in ogni caso il teatro. Tuttavia, molte furono le interpretazioni in film di successo, tra i quali Rebecca - La prima moglie (1940) di Alfred Hitchcock, che le consentì di ottenere la candidatura all'Oscar alla miglior attrice non protagonista. Nel film ricoprì l'inquietante ruolo della subdola signora Danvers, la governante che prima snobba e poi porta sull'orlo della follia la seconda moglie (Joan Fontaine) del suo padrone Max de Winter (Laurence Olivier), rimasto vedovo.
L'eccellente prova sullo schermo fornita con Rebecca - La prima moglie la portò a interpretare numerosi ruoli in film degli anni quaranta, dove inanellò una galleria di personaggi femminili perfidi e intriganti: dalla spia nazista di Sesta colonna (1941), all'acida zitella di Dieci piccoli indiani (1945), dalla zia bisbetica della protagonista in Lo strano amore di Marta Ivers (1946) alla malvagia regina Erodiade in Salomè (1953). Tra gli altri film: Lady Scarface (1941), Delitti senza castigo (1942), Vertigine (1944),e Il diario di una cameriera (1946).
Negli anni cinquanta apparve in numerose produzioni televisive, pur continuando ad essere presente sul grande schermo; tra i film di quegli anni vanno ricordati il già citato Salomè (1953), il kolossal I dieci comandamenti (1956) di Cecil B. DeMille e La gatta sul tetto che scotta (1958), dall'omonimo dramma di Tennessee Williams, in cui interpretò il ruolo di Ida "Big Momma" Pollitt. È del 1970 il film Un uomo chiamato Cavallo, in cui è l'anziana donna capo indiana.
Registrò anche numerosi dischi in Spoken word per la Caedmon Audio, tra cui una performance come Lady Macbeth assieme ad Anthony Quayle; per una di queste registrazioni, Cime tempestose, ricevette il Premio Grammy.

### Gli ultimi anni
Negli ultimi anni della sua carriera ebbe ruoli che l'allontanarono notevolmente dalle sue origini teatrali e shakespeariane, risultando tuttavia interpretazioni di rilievo. Nel 1984, all'età di 87 anni, fece un'apparizione in Star Trek III - Alla ricerca di Spock nel ruolo della principessa vulcaniana 'T'Lar e, poco dopo, ebbe una parte anche nella soap opera Santa Barbara ma fu sostituita, in quanto non soddisfatta dello spazio affidatole, dalla più giovane Janis Paige.
Morì nel 1992 a Santa Barbara, in California, luogo dove visse gran parte della sua vita, in seguito ad una polmonite.

## Vita privata
Si sposò due volte (con altrettanti divorzi), prima con Harrison Lehmann (dal 1937 al 1939) e poi con Luther Greene (dal 1946 al 1951) e non ebbe mai figli. Illazioni sulla sua sessualità furono fatte durante la sua carriera (per il fatto di non aver mai avuto figli), recentemente riprese in un libro che Foster Hirsch ha dedicato nel 2007 al grande regista Otto Preminger (Otto Preminger: The Man Who Would Be King).

## Filmografia

### Cinema
- Madame of the Jury, regia di Arthur Hurley – cortometraggio (1930)
- Blood Money, regia di Rowland Brown (1933)
- Rebecca - La prima moglie (Rebecca), regia di Alfred Hitchcock (1940)
- Forty Little Mothers, regia di Busby Berkeley (1940)
- Free and Easy, regia di George Sidney e, non accreditato, Edward Buzzell (1941)
- Lady Scarface, regia di Frank Woodruff (1941)
- Sesta colonna (All Through the Night), regia di Vincent Sherman (1941)
- Delitti senza castigo (Kings Row), regia di Sam Wood (1942)
- La bandiera sventola ancora (Edge of Darkness), regia di Lewis Milestone (1943)
- La taverna delle stelle (Stage Door Canteen), regia di Frank Borzage (1943)
- Vertigine (Laura), regia di Otto Preminger (1944)
- Dieci piccoli indiani (And Then There Were None), regia di René Clair (1945)
- Il diario di una cameriera (The Diary of a Chambermaid), regia di Jean Renoir (1946)
- Specter of the Rose, regia di Ben Hecht (1946)
- Lo strano amore di Marta Ivers (The Strange Love of Martha Ivers) di Lewis Milestone (1946)
- Notte senza fine (Pursued), regia di Raoul Walsh (1947)
- La casa rossa (The Red House), regia di Delmer Daves (1947)
- La grande conquista (Tycoon), regia di Richard Wallace (1947)
- Le furie (The Furies), regia di Anthony Mann (1950)
- Salomè, regia di William Dieterle (1953)
- I dieci comandamenti (The Ten Commandments), regia di Cecil B. DeMille (1956)
- La gatta sul tetto che scotta (Cat on a Hot Tin Roof), regia di Richard Brooks (1958)
- Il Cenerentolo (Cinderfella), regia di Frank Tashlin (1960)
- Entrate senza bussare (Don't Bother to Knock), regia di Cyril Frankel (1961)
- Un uomo chiamato Cavallo (A Man Called Horse), regia di Elliot Silverstein (1970)
- La taverna dei dannati (Inn of the Damned), regia di Terry Bourke (1975)
- Star Trek III - Alla ricerca di Spock (Star Trek III: The Search for Spock), regia di Leonard Nimoy (1984)

### Televisione
- Pulitzer Prize Playhouse – serie TV (1951)
- The Billy Rose Show – serie TV (1951)
- Somerset Maugham TV Theatre – serie TV (1951)
- The Motorola Television Hour – serie TV (1954)
- Macbeth, regia di George Schaefer – film TV (1954)
- The Elgin Hour – serie TV (1954)
- Producers' Showcase – serie TV (1956)
- The Star and the Story – serie TV, episodi 1x07-1x17-2x03-2x16 (1955-1956)
- Climax! – serie TV, episodio 2x35 (1956)
- The DuPont Show of the Month – serie TV, episodio 1x05 (1958)
- Play of the Week – serie TV (1959)
- The Moon and Sixpence, regia di Robert Mulligan – film TV (1959)
- Carovane verso il West (Wagon Train) – serie TV (1959)
- A Christmas Festival – film TV (1960)
- Playhouse 90 – serie TV (1959)
- Cradle Song, regia di George Schaefer – film TV (1960)
- Macbeth, regia di George Schaefer – film TV (1960)
- The Ghost of Sierra de Cobre, regia di Joseph Stefano e Robert Stevens – film TV (1964)
- Elizabeth the Queen, regia di George Schaefer – film TV (1968)
- The File on Devlin, regia di George Schaefer – film TV (1969)
- Matlock Police – serie TV (1973)
- The Borrowers, regia di Walter C. Miller – film TV (1973)
- The Underground Man, regia di Paul Wendkos – film TV (1974)
- The Chinese Prime Minister, regia di Brian Murray e George Turpin – film TV (1974)
- Medea, regia di Mark Cullingham – film TV (1983)
- Impure Thoughts, regia di Michael A. Simpson – film TV (1985)
- Santa Barbara – soap opera (1984–1987)

## Doppiatrici italiane
- Giovanna Scotto in: Sesta colonna, La bandiera sventola ancora, La casa rossa, Salomè
- Tina Lattanzi in: Rebecca - La prima moglie, I dieci comandamenti, Le furie
- Anna Miserocchi nei ridoppiaggi degli anni settanta di: Dieci piccoli indiani, Salomè
- Clelia Bernacchi in: Vertigine
- Margherita Bagni in: Notte senza fine
- Lydia Simoneschi in: La gatta sul tetto che scotta
- Wanda Tettoni in: Il Cenerentolo
- Gabriella Genta in: Star Trek III: Alla ricerca di Spock
- Franca Dominici in: Santa Barbara
- Noemi Gifuni in: La grande conquista (ridoppiaggio)

## Riconoscimenti
Premi Oscar 1941 – Candidatura all'oscar alla miglior attrice non protagonista per Rebecca - La prima moglie